# Búč
Búč és un poble i municipi d'Eslovàquia que es troba a la regió de Nitra, al sud-oest del país. El 2021 tenia 1.130 habitants.

## Història
És documentat per primera vegada el 1208 com a Bulsou i era propietat alternativament de l'arquebisbat d'Esztergom-Budapest i del Gran Capítol. El 1311 va ser devastat per l'atac dels seguidors de Mateu Csák, però 20 anys ja havia estat reconstruït. Entre el 1549 i el 1683 va pagar tribut a l'Imperi Otomà, alhora que la fe protestant arrelava a la ciutat. El 1860 tenia 1.714 habitants, la majoria pagesos.
Fins al 1918 va pertànyer al Regne d'Hongria, després a Txecoslovàquia i en l'actualitat a Eslovàquia. Com a resultat del Primer arbitratge de Viena va tornar a formar part d'Hongria entre el 1938 i el 1945.

## Demografia
| Godina             | 1994 | 2004    | 2014   | 2024   |
| ------------------ | ---- | ------- | ------ | ------ |
| Nombre de persones | 1337 | 1196    | 1151   | 1118   |
| Diferència         |      | −10,54% | −3,76% | −2,86% |

| Godina             | 2023 | 2024   |
| ------------------ | ---- | ------ |
| Nombre de persones | 1113 | 1118   |
| Diferència         |      | +0,44% |